# Football Club København 2017-2018
Questa voce raccoglie le informazioni riguardanti il Football Club København nelle competizioni ufficiali della stagione 2017-2018.

## Rosa pre sosta
| N. |                       | Ruolo | Calciatore         |
| -- | --------------------- | ----- | ------------------ |
| 1  | Danimarca (bandiera)  | P     | Stephan Andersen   |
| 2  | Norvegia (bandiera)   | D     | Tom Høgli          |
| 3  | Svezia (bandiera)     | D     | Pierre Bengtsson   |
| 5  | Svezia (bandiera)     | D     | Erik Johansson     |
| 6  | Danimarca (bandiera)  | C     | William Kvist      |
| 7  | Slovenia (bandiera)   | C     | Benjamin Verbič    |
| 8  | Serbia (bandiera)     | C     | Uroš Matić         |
| 9  | Paraguay (bandiera)   | A     | Federico Santander |
| 10 | Grecia (bandiera)     | C     | Zeca               |
| 11 | Serbia (bandiera)     | A     | Andrija Pavlović   |
| 14 | Danimarca (bandiera)  | C     | Nicolaj Thomsen    |
| 15 | Svezia (bandiera)     | D     | Mikael Antonsson   |
| 16 | Slovacchia (bandiera) | C     | Ján Greguš         |
| 17 | Danimarca (bandiera)  | C     | Kasper Kusk        |

| N. |                       | Ruolo | Calciatore              |
| -- | --------------------- | ----- | ----------------------- |
| 18 | Danimarca (bandiera)  | D     | Mads Roerslev Rasmussen |
| 19 | Slovacchia (bandiera) | D     | Denis Vavro             |
| 20 | Danimarca (bandiera)  | D     | Nicolai Boilesen        |
| 22 | Danimarca (bandiera)  | D     | Peter Ankersen          |
| 23 | Austria (bandiera)    | A     | Martin Pušić            |
| 24 | Danimarca (bandiera)  | C     | Youssef Toutouh         |
| 25 | Svezia (bandiera)     | P     | Robin Olsen             |
| 26 | Danimarca (bandiera)  | A     | Carlo Holse             |
| 27 | Rep. Ceca (bandiera)  | D     | Michael Lüftner         |
| 28 | Cipro (bandiera)      | A     | Pieros Sōtīriou         |
| 32 | Danimarca (bandiera)  | C     | Danny Amankwaa          |
| 33 | Danimarca (bandiera)  | A     | Rasmus Falk Jensen      |
| 41 | Danimarca (bandiera)  | P     | Kim Christensen         |

- Numero giocatori in rosa: 28
- Stranieri: 16 (57,1%)
- Età media: 27,1 anni

## Rosa post sosta
| N. |                       | Ruolo | Calciatore              |
| -- | --------------------- | ----- | ----------------------- |
| 1  | Danimarca (bandiera)  | P     | Stephan Andersen        |
| 3  | Svezia (bandiera)     | D     | Pierre Bengtsson        |
| 5  | Svezia (bandiera)     | D     | Erik Johansson          |
| 6  | Danimarca (bandiera)  | C     | William Kvist           |
| 7  | Danimarca (bandiera)  | A     | Viktor Fischer          |
| 8  | Serbia (bandiera)     | C     | Uroš Matić              |
| 9  | Paraguay (bandiera)   | A     | Federico Santander      |
| 10 | Grecia (bandiera)     | C     | Zeca                    |
| 11 | Serbia (bandiera)     | A     | Andrija Pavlović        |
| 14 | Danimarca (bandiera)  | C     | Nicolaj Thomsen         |
| 15 | Svezia (bandiera)     | D     | Mikael Antonsson        |
| 16 | Slovacchia (bandiera) | C     | Ján Greguš              |
| 18 | Danimarca (bandiera)  | D     | Mads Roerslev Rasmussen |

| N. |                           | Ruolo | Calciatore         |
| -- | ------------------------- | ----- | ------------------ |
| 19 | Slovacchia (bandiera)     | D     | Denis Vavro        |
| 20 | Danimarca (bandiera)      | D     | Nicolai Boilesen   |
| 22 | Danimarca (bandiera)      | D     | Peter Ankersen     |
| 23 | Danimarca (bandiera)      | A     | Jonas Wind         |
| 24 | Danimarca (bandiera)      | C     | Youssef Toutouh    |
| 25 | Svezia (bandiera)         | P     | Robin Olsen        |
| 26 | Danimarca (bandiera)      | A     | Carlo Holse        |
| 27 | Rep. Ceca (bandiera)      | D     | Michael Lüftner    |
| 28 | Cipro (bandiera)          | A     | Pieros Sōtīriou    |
| 29 | Danimarca (bandiera)      | A     | Robert Skov        |
| 33 | Danimarca (bandiera)      | A     | Rasmus Falk Jensen |
| 35 | Costa d'Avorio (bandiera) | C     | Aboubakar Keita    |
| 41 | Danimarca (bandiera)      | P     | Kim Christensen    |

- Numero giocatori in rosa: 26
- Stranieri: 13 (50%)
- Età media: 26,5 anni

## Trasferimenti estivi
| Acquisti | Acquisti         | Acquisti      | Acquisti                   |
| R.       | Nome             | da            | Modalità                   |
| -------- | ---------------- | ------------- | -------------------------- |
| A        | Pieros Sōtīriou  | APOEL         | definitivo (2,5 milioni €) |
| D        | Michael Lüftner  | Slavia Praga  | definitivo (1,5 milioni €) |
| D        | Pierre Bengtsson | Magonza       | definitivo (1 milione €)   |
| C        | Zeca             | Panathīnaïkos | ?                          |
| D        | Denis Vavro      | Žilina        | ?                          |
| A        | Martin Pušić     | Midtjylland   | ?                          |
| C        | Bashkim Kadrii   | Minnesota Utd | fine prestito              |
| D        | Frederik Bay     | Helsingør     | fine prestito              |
|          | 9 acquisti       |               | spesa totale = 5 milioni € |

| Cessioni | Cessioni             | Cessioni          | Cessioni                           |
| R.       | Nome                 | a                 | Modalità                           |
| -------- | -------------------- | ----------------- | ---------------------------------- |
| D        | Ludwig Augustinsson  | Werder Brema      | definitivo (4,5 milioni €)         |
| A        | Andreas Cornelius    | Atalanta          | definitivo (3,5 milioni €)         |
| D        | Mathias Jørgensen    | Huddersfield Town | definitivo (2,7 milioni €)         |
| D        | Andreas Jores Okore  | Aalborg           | definitivo (565 mila €)            |
| D        | Frederik Bay         | Helsingør         | gratuito                           |
| A        | Julian Kristoffersen | Djurgården        | gratuito                           |
| C        | Bashkim Kadrii       | Randers           | gratuito                           |
|          | 6 cessioni           |                   | guadagno totale = 11,265 milioni € |
|          |                      |                   | saldo finale = +6,265 milioni €    |

## Trasferimenti invernali
| Acquisti | Acquisti        | Acquisti  | Acquisti                   |
| R.       | Nome            | da        | Modalità                   |
| -------- | --------------- | --------- | -------------------------- |
| C        | Aboubakar Keita | Halmstad  | fine prestito              |
| A        | Robert Skov     | Silkeborg | definitivo (1 milioni €)   |
| A        | Viktor Fischer  | Magonza   | definitivo (2,7 milioni €) |
|          |                 |           |                            |

| Cessioni | Cessioni        | Cessioni    | Cessioni                 |
| R.       | Nome            | a           | Modalità                 |
| -------- | --------------- | ----------- | ------------------------ |
| A        | Benjamin Verbič | Dinamo Kiev | definitivo (4 milioni €) |
| D        | Tom Høgli       | Tromsø      | gratuito                 |
| C        | Danny Amankwaa  | Hearts      | gratuito                 |
| A        | Kasper Kuks     | Aalborg     | ?                        |
| A        | Martin Pušić    | Aarhus      | ?                        |
|          |                 |             |                          |
|          |                 |             |                          |